# Verbandsgemeinde Rüdesheim
Verbandsgemeinde Rüdesheim é uma associação municipal do estado da Renânia-Palatinado.